# Anaboarmia
Anaboarmia là một chi bướm đêm thuộc họ Geometridae.